# Rab
Rab (tiếng Ý: Arbe, tiếng Đức: Arbey) là một hòn đảo nằm trong vịnh Kvarner ở Croatia, có một thành phố cũng cùng tên, không xa từ bờ biển Croatia ở phía bắc của biển Adriatic. 
Đảo này dài 22 km, có diện tích là 93,6 km² và có dân số là 9.480 người (2001). Điểm cao nhất là núi Kamenjak cao 408 m. Mặt đông bắc của đảo thì cằn cỗi, trong khi ở phía tây nam có những khu rừng sồi cuối cùng còn tồn tại ở Địa Trung Hải.
Có phà chạy từ cảng Stinica ở đất liền ra đảo (Misnjak) mất 15 phút, hoặc từ đảo tới các đảo lân cận như Krk (Lopar-Valbiska) và Pag.

## Địa lý
Rab có khí hậu Địa Trung Hải, mùa đông không lạnh lắm và mùa hè chỉ nóng dịu. Vào mùa đông nhiệt độ ít khi nào giảm xuống tới dưới độ không. Tuy nhiên đỉnh Velebit vào mùa đông thường bị tuyết phủ.
Đất đai thường khô cằn. Cả đảo có 3 vùng đồi núi, lớn nhất là khu Kamenjak. Nó tách rời bán đảo Lopar ở miền Bắc với xã Lopar với phần còn lại của đảo. Tại một bán đảo ở phía Tây là khu rừng Kalifront, một trong những rừng sồi cuối cùng của Địa Trung Hải còn sót lại. 49% diện tích của đảo bị rừng bao phủ. Như vậy đảo Rab thuộc về những đảo nhiều rừng nhất của Croatia.
Rab có hơn 300 nguồn nước, một số được dùng để cung cấp nước.

## Hình ảnh

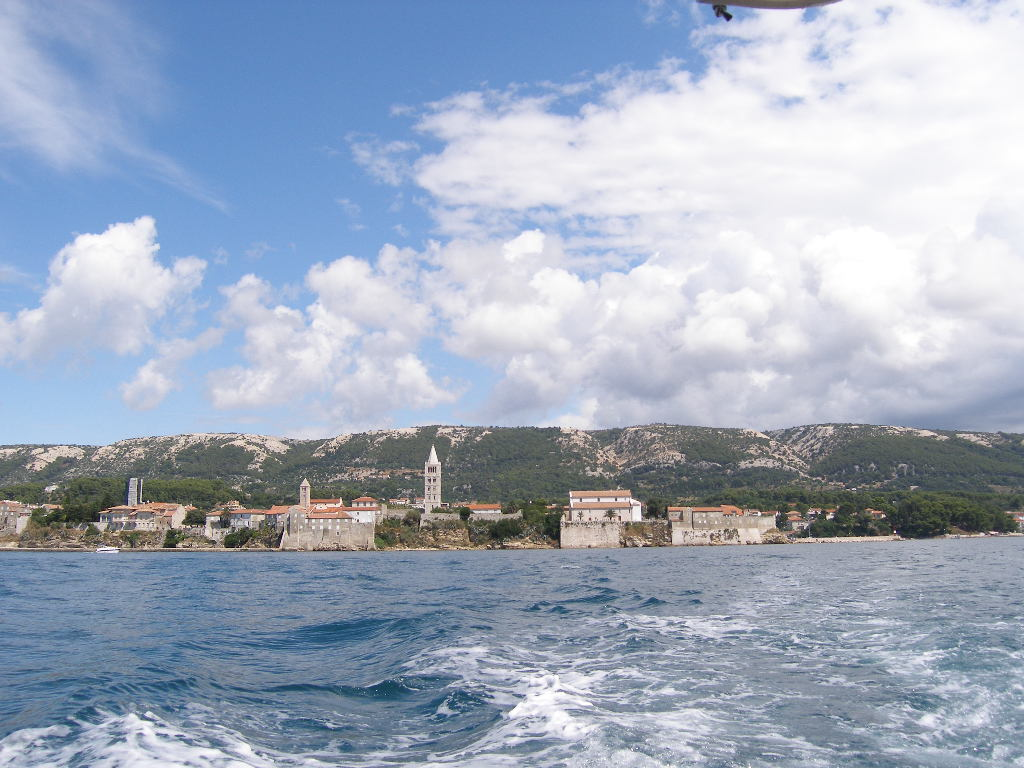
Rab (thành phố)

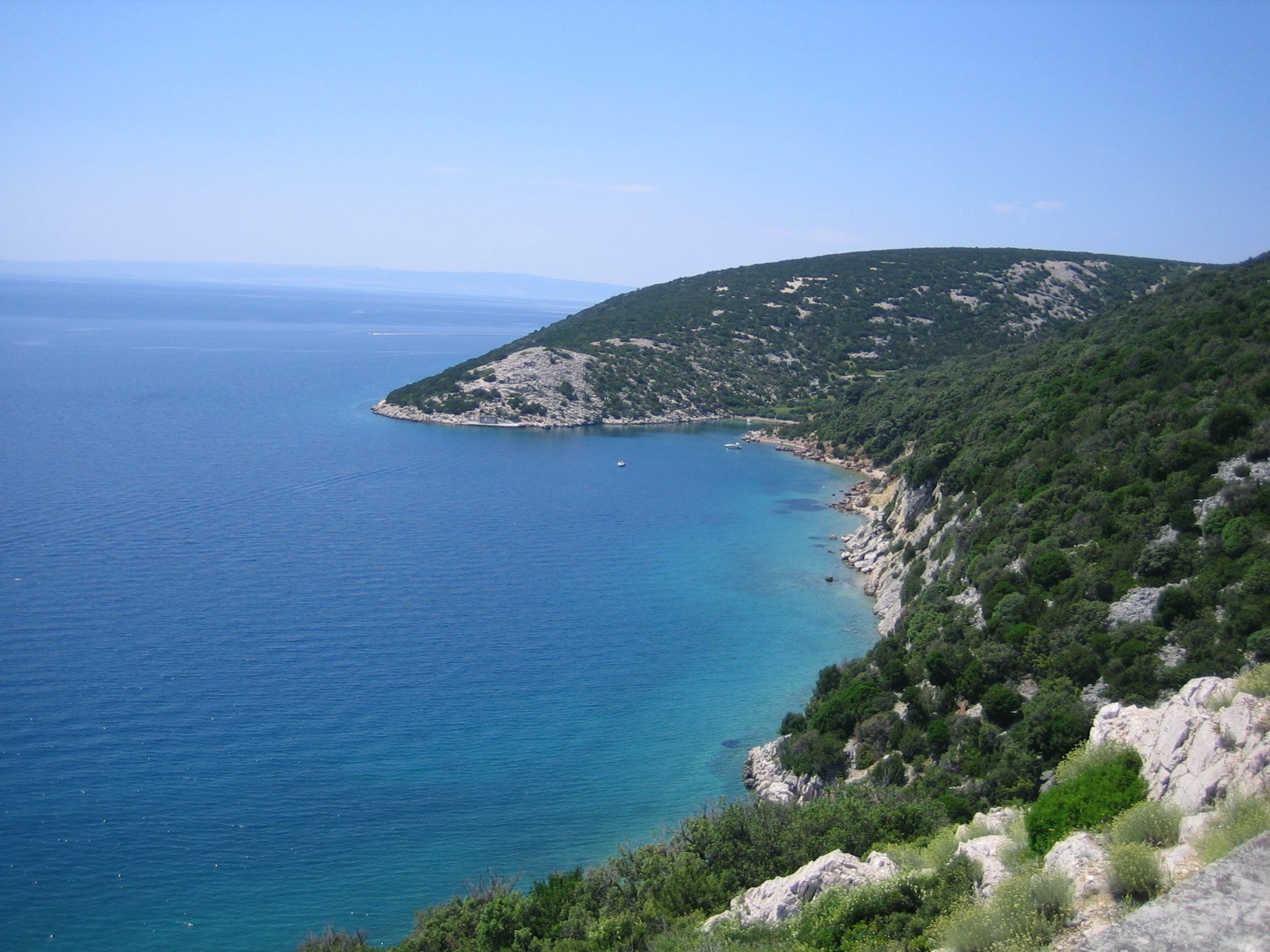
Bờ biển tại đảo Rab
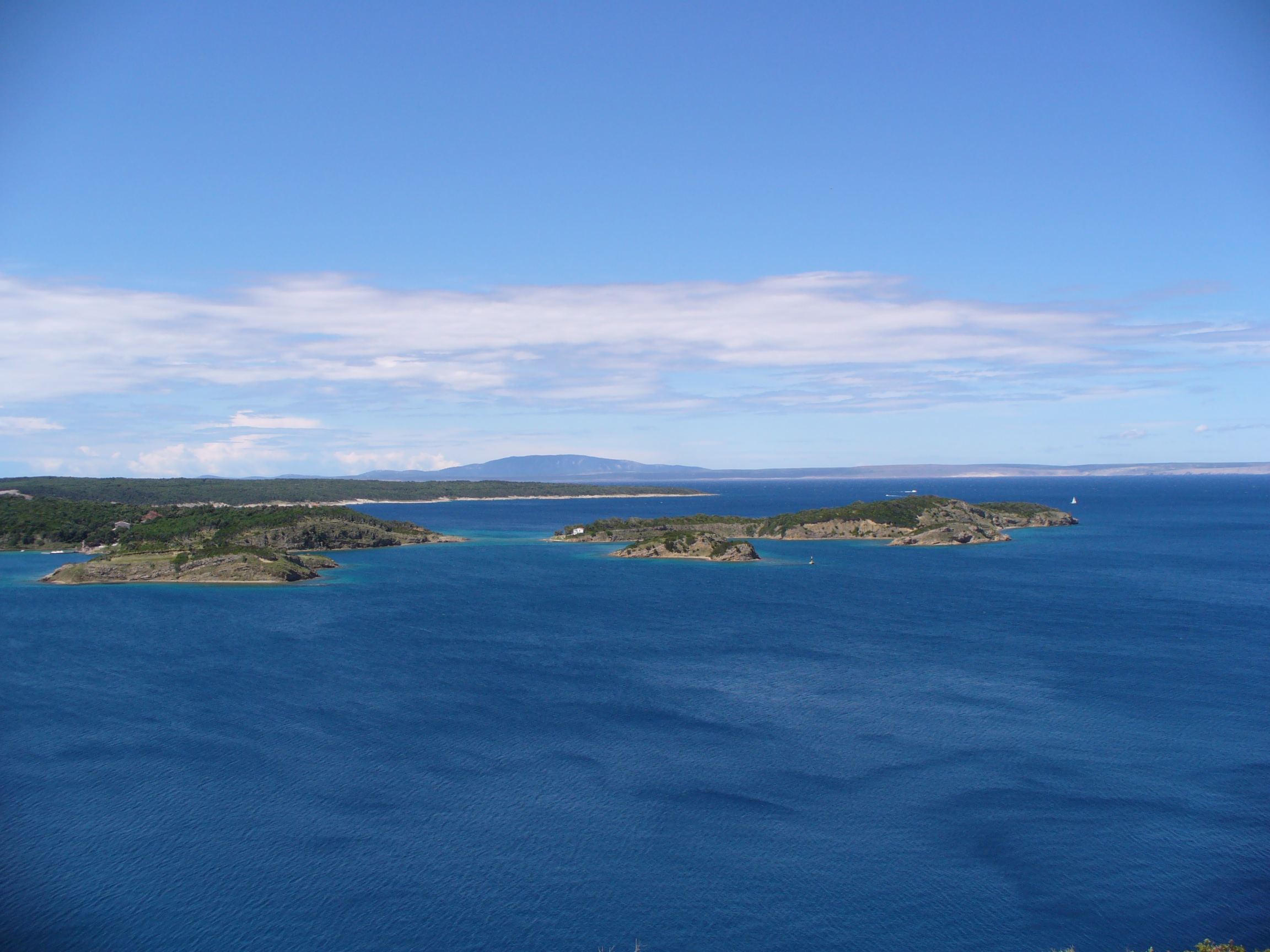
Bờ biển tại Supetarska Draga
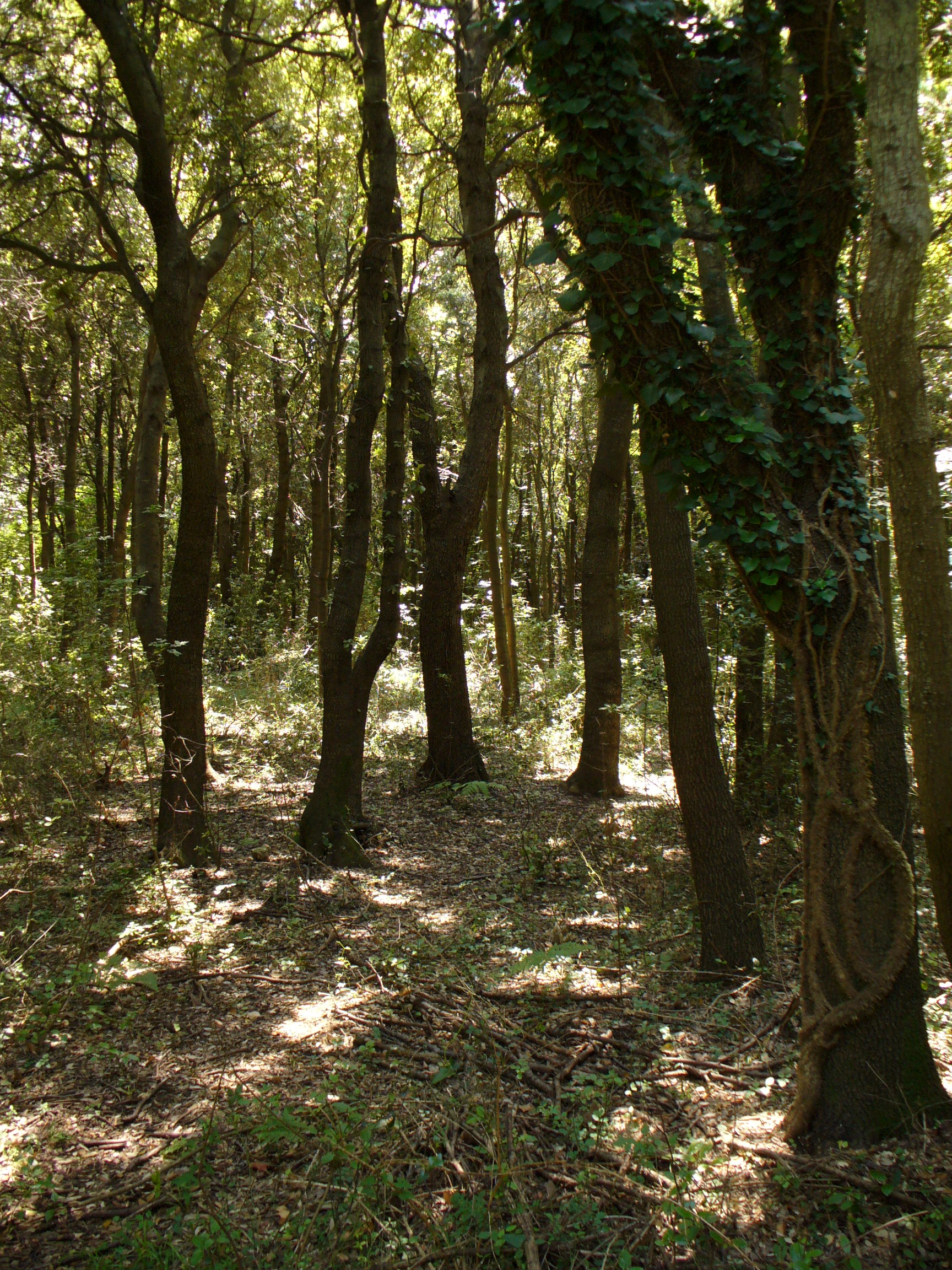
Rừng Kalifront

## Làng xã ở Rab
Rab cũng là tên của một thành phố cảng có từ trước Công nguyên nằm ở bờ biển Tây Nam của đảo. Thành phố này có 1592 dân cư, nằm trên bán đảo hẹp giữa vịnh  Sv. Eufemija và cảng von Rab. Thuộc về xã Rab có các làng Barbat, Banjol, Kampor, Mundanije, Palit và Supetarska Draga. Làng Lopar ở phía Bắc của đảo có một xã riêng.